# Distrito electoral local 1 de Hidalgo
El distrito electoral local 1 de Hidalgo es uno de los dieciocho distritos electorales locales del estado de Hidalgo para la elección de diputados locales. Su cabecera es la ciudad de Zimapán.

## Historia

### Zimapán como cabecera distrital

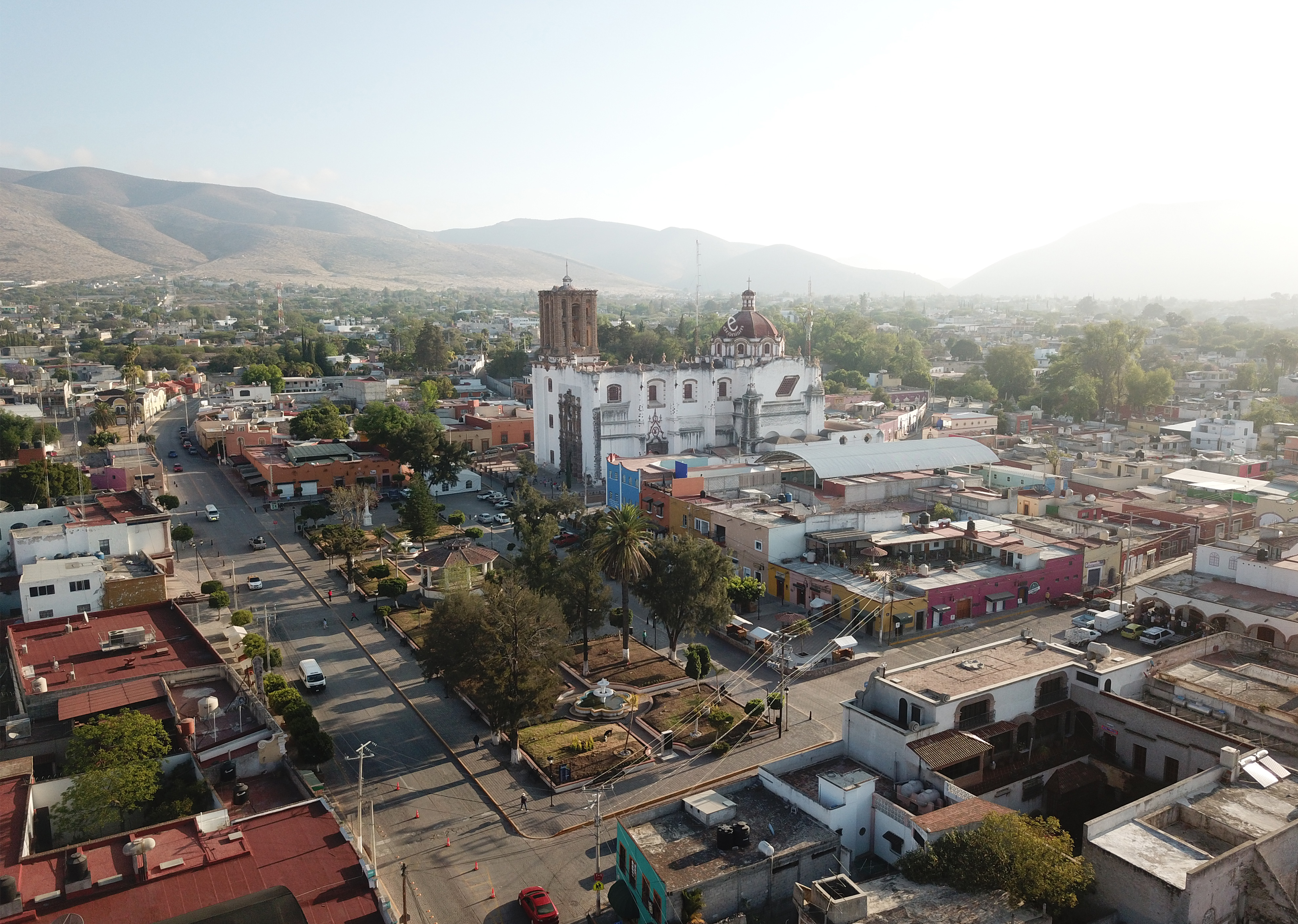
Zimapán sede del Consejo distrital.

Después de la erección del estado de Hidalgo en 1869 durante la I Legislatura del Congreso de Hidalgo existían once distritos, siendo Zimapan el XI distrito. De 1871 a 1879 existieron dieciséis distritos siendo Zimapán el XV distrito. De 1879 a 1903 existieron once distritos siendo Zimapán el XI distrito. Para el periodo de 1903 a 1913 se regresa a diez distritos siendo Zimapán el X distrito.
De 1917 a 1923 en Hidalgo existieron dieciséis distritos siendo Zimapán el XV distrito. De 1925 a 1931 con diecisiete distritos existentes Zimapán fue el XI distrito. Para el periodo 1931 a 1935 con once distritos Zimapán fue el VIII distrito. De 1935 hasta 1972 con once distritos Zimapán fue el V distrito. De 1975 a 1996 existieron quince distritos siendo Zimapán el V distrito. Para el periodo de 1996 a 2016 con dieciocho distritos existentes Zimapán fue el VII distrito.
El 3 de septiembre de 2015 el Consejo General del Instituto Nacional Electoral (INE) aprobó los distritos electorales uninominales locales y sus respectivas cabeceras distritales de Hidalgo, que entraron en vigor para las elecciones estatales de Hidalgo de 2016. En el año 2023, se aprobó una nueva demarcación territorial, quedando Zimapán como cabecera distrital.

## Demarcación territorial
Este distrito está integrado por un total de nueve municipios, que son los siguientes:
- Alfajayucan, integrado por 22 secciones electorales.
- Chapulhuacan, integrado por 25 secciones electorales.
- Jacala de Ledezma, integrado por 19 secciones electorales.
- La Misión, integrado por 11 secciones electorales.
- Nicolás Flores, integrado por 19 secciones electorales.
- Pacula, integrado por 10 secciones electorales.
- Pisaflores, integrado por 20 secciones electorales.
- Tasquillo, integrado por 20 secciones electorales.
- Zimapán, integrado por 55 secciones electorales.

## Diputados por el distrito
- LXIII Legislatura (2016 - 2018)
  - Margarita Ramos Villeda (PRD).[9][10]
- LXIV Legislatura (2018 - 2021)
  - Víctor Osmín Guerrero Trejo (MORENA).[11][12]
- LXV Legislatura (2021 - 2024)
  - María del Carmen Lozano (PVEM).[13]